# Miklavž pri Ormožu
Miklavž pri Ormožu – wieś w Słowenii, w gminie Ormož. 1 stycznia 2018 liczyła 257 mieszkańców.